# Eugen Kahn
Eugen Kahn (* 20. Mai 1887 in Stuttgart; † 19. Januar 1973 in Houston) war ein deutsch-amerikanischer Psychiater. Er arbeitete vor allem zur Genetik der Schizophrenie und zur Psychopathologie. Er wurde 1930 in die USA berufen, wo er in Yale und an verschiedenen anderen Krankenhäusern arbeitete.

## Leben und Werk
Kahn studierte Medizin in Heidelberg, Berlin und München. Er promovierte 1911 und arbeitete anschließend als Medizinalpraktikant an Emil Kraepelins Psychiatrischer Klinik in München. Ein Jahr später wurde er Kraepelins Assistent. Gemeinsam mit Kraepelin und Ernst Rüdin begutachtete er 1919 die Führer der Münchner Räterepublik, darunter Ernst Toller, Erich Mühsam und Rudolf Eglhofer, denen er allesamt Psychopathie bescheinigte. Toller sei ein „Schwärmer“, Mühsam „kritiklos, fanatisch, verbohrt“ und Eglhofer Prototyp des „antisozialen, psychopathischen Verbrechers“. Damit unterschieden sich laut Kahn die Revolutionäre vom „echten Führer“, der „durch überragende schöpferische und kritische Intelligenz, durch den unbeugsamen, unbeirrbaren und reinen Willen und durch die vollkommene Beherrschung der Affekte“ charakterisiert sei.
Kahn habilitierte sich zur Erblichkeit von Schizophrenie bei Kraepelin und Ernst Rüdin. 1921 wurde er Oberarzt und leitete zwei Jahre lang kommissarisch die Münchner Klinik, nachdem Kraepelin 1922 emeritiert worden war. Unter dem neuen Direktor Oswald Bumke blieb Kahn Oberarzt. 1927 wurde er zum außerordentlichen Professor ernannt. 1930 berief ihn die Yale University auf einen mit Unterstützung der Rockefeller-Stiftung gegründeten Lehrstuhl an ihre psychiatrische Klinik, um die psychiatrische und psychohygienische Forschung voranzutreiben. Seine Arbeit in Yale gilt als Voraussetzung dafür, dass Yale später zu einem Zentrum der Sozialpsychiatrie wurde.
1946 verließ Kahn Yale und arbeitete am New Haven Hospital in New Haven. Nach Reisen durch Europa übernahm er 1951 eine Professur für Psychiatrie am Baylor University College of Medicine in Houston. Außerdem arbeitete er dort lange als Konsiliararzt am Veterans Administration Hospital.
Kahn arbeitete vor allem zur Psychopathologie der Psychosen und zu Persönlichkeitsstörungen. Gemeinsam mit Rüdin entwickelte er ein Konzept zur Vererbung schizophrener Psychosen, wonach der schizoide Reaktionstyp dominant vererblich und eine Anlage zur Prozesspsychose rezessiv vererbbar sei.

## Schriften (Auswahl)
- Einige Beobachtungen über Farbenunterscheidung bei Kindern. Müller & Steinicke, München 1911 (Dissertation, Universität München, 1911).
- Schizoid und Schizophrenie im Erbgang. Beitrag zu den erblichen Beziehungen der Schizophrenie und des Schizoids mit besonderer Berücksichtigung der Nachkommenschaft schizophrener Ehepaare. (Studien über Vererbung und Entstehung geistiger Störungen. Von Ernst Rüdin. München vol 4; Monographien aus dem Gesamtgebiete der Neurologie und Psychiatrie vol 36) Springer, Berlin 1923.
- Erbbiologische Einleitung. Deuticke, Leipzig 1925.
- Die psychopathischen Persönlichkeiten. In: Oswald Bumke (Hrsg.): Handbuch der Geisteskrankheiten. Bd. 5, Springer, Berlin 1928, S. 227–486.
- als Hrsg. mit Oswald Bumke, Gustav Kolb und Hans Roemer: Handwörterbuch der psychischen Hygiene und der psychiatrischen Fürsorge. Walter de Gruyter & Co., Berlin 1930.
- Zur Problematik in der heutigen Psychiatrie. Washington 1930.
- Psychopathic Personalities. Yale University Press, New Haven 1931.